# Guzmania scherzeriana
Guzmania scherzeriana är en gräsväxtart som beskrevs av Carl Christian Mez. Guzmania scherzeriana ingår i släktet Guzmania och familjen Bromeliaceae. Inga underarter finns listade i Catalogue of Life.